# Chicago State University
La Chicago State University è un'università degli Stati Uniti d'America pubblica con sede a Chicago, nello Stato dell'Illinois.

## Storia
L'università fu fondata nel 1867 come Cook Country Normal School per iniziativa di John F. Eberhart; nel corso della propria storia ha cambiato svariate volte il proprio nome (Chicago Normal School, Chicago Teachers College e Chicago State College) sino ad assumere l'attuale denominazione nel 1971. È l'istituto più antico dell'Illinois.

## Sport
I Cougars, che fanno parte della NCAA Division I, sono affiliati alla Western Athletic Conference. La pallacanestro, l'atletica leggera e il nuoto sono gli sport principali, le partite indoor vengono giocate all'Emil and Patricia Jones Convocation Center.

La squadra maschile di pallacanestro, i Chicago State Cougars, non hanno ancora mai preso parte alla March Madness.